# Bushrod Washington
Bushrod Washington (Contea di Westmoreland, 5 giugno 1762 – Filadelfia, 26 novembre 1829) è stato un giurista statunitense, giudice associato della Corte Suprema degli Stati Uniti dal 1799 al 1829.

## Biografia
Figlio di John Augustine Washington (che era fratello minore di George Washington), nacque nella contea di Westmoreland, in Virginia, e si laureò presso il College di William e Mary nel 1778; i suoi studi furono sostenuti dallo zio e da James Wilson. Partecipò brevemente alla guerra d'indipendenza; nel 1787 fu eletto all'Assemblea dei Delegati della Virginia, e fece parte anche della convenzione che ratificò la nuova costituzione degli Stati Uniti. Tuttavia Washington era interessato più alla legge che alla politica, e presto tornò a praticare l'avvocatura e l'insegnamento. Alla morte dello zio, nel 1799, Washington ereditò la tenuta di Mount Vernon. Nel 1816 contribuì alla fondazione della American Colonization Society.
Washington fu scelto come giudice associato della Corte Suprema dal presidente John Adams, con l'appoggio di John Marshall, che aveva rifiutato la nomina a tale posizione offertagli da Adams. Washington entrò in carica il 4 febbraio 1799 all'età di 36 anni.
Nella sua lunga carriera di giudice, Washington si allineò quasi sempre alle posizioni di John Marshall (che era stato nominato giudice capo della Corte nel 1801), a favore di un'interpretazione espansiva dei poteri del governo federale rispetto agli stati: votò sempre con lui tranne che in tre occasioni (una di queste fu nel caso Ogden contro Sanders). Washington è generalmente considerato un giudice mediocre che scrisse poche sentenze di rilievo.
Nel caso Ogden contro Sanders (1827, 25 U.S. 213), riguardante la validità di una legge fallimentare dello stato di New York, scrisse una sentenza che interpretava la "Contract Clause" (la norma costituzionale che proibisce l'approvazione di leggi che indeboliscano l'efficacia delle obbligazioni contrattuali), stabilendo che tale divieto si applicava soltanto alle leggi concernenti contratti già firmati, e non a quelle concernenti contratti futuri.
Mentre esercitava le funzioni di giudice d'appello, Washington scrisse, nel 1823, un'importante sentenza nel caso Corfield contro Coryell, 6 Fed. Cas. 546 (C.C.E.D. Penn. 1823), in cui elencava alcuni diritti dei cittadini tradizionalmente considerati come "fondamentali". L'enumerazione di questi diritti ebbe una profonda influenza sulla successiva giurisprudenza costituzionale, specialmente per quanto riguarda l'applicazione della "Privileges and Immunities Clause" della Costituzione.